# Hartmannswiller
 Hartmannswiller  là một xã ở tỉnh Haut-Rhin trong vùng Grand Est ở đông bắc Pháp. Xã này có diện tích 4,78 km², dân số năm 1999 là 666 người. Khu vực này có độ cao 255 mét trên mực nước biển.